# Thomas Hopkins Gallaudet
Thomas Hopkins Gallaudet (Filadelfia, 10 de diciembre de 1787 - 1851), educador estadounidense, pionero de la enseñanza a sordos.

## Biografía
Muy joven, en 1805, comenzó estudios universitarios en Yale, donde se formó como predicador, y comenzó luego estudios de derecho. En 1814 estaba Gallaudet a punto de comenzar su carrera religiosa, cuando durante unas vacaciones en casa de sus padres, en la ciudad de Hartford, el casual encuentro con una niña sorda lo convenció de que su vocación estaba en otra parte.

## El origen de su vocación hacia la educación de sordos
Alicia Cogswell, como se llamaba la niña sorda, permanecía aislada, retirada de los demás niños. A Gallaudet le llamó esto la atención, y acercándose a ella, trató por diversos medios de establecer una comunicación. Jugando con un lápiz y un papel, y apuntando a distintas cosas, logró hacer que ella comprendiera la relación entre la palabra “sombrero” y ese objeto. Luego le mostró cómo escribir su propio nombre. El resultado de ese experimento cambió la vida de Gallaudet, que a partir de entonces decidió consagrarse a la enseñanza de los sordos. En ese tiempo no existía en los Estados Unidos nadie que se dedicara a esta labor.

## Viaje de Gallaudet a Europa
Gallaudet comenzó a averiguar, junto al padre de Alice, acerca de los métodos de enseñanza para sordos en otros países. Se enteró de que en Francia y en Inglaterra había una tradición al respecto. A partir de aquí surgió el proyecto de un viaje a Europa, a fin de reunir información detallada sobre los métodos de aquellas escuelas, con el propósito de fundar una escuela propia en la ciudad de Hartford.
El viaje a Inglaterra, hecho en 1816,  resultó un fracaso, pues los educadores contactados en ese país, de la escuela londinense Braidwood, impusieron demandas muy altas para divulgar sus métodos de trabajo, ya que consideraban importante mantener sus secretos. Gallaudet decidió entonces probar suerte en Francia. Sin embargo, antes de su partida, Gallaudet entró en contacto con tres educadores franceses, el Abad Roch-Ambroise Cucurron Sicard, y dos de sus auxiliares sordos, Jean Massieu y Laurent Clerc. Ellos viajaban por Inglaterra para mostrar sus métodos de enseñanza de sordos. El método de los franceses, a diferencia del usado en Inglaterra, se basaba en el uso de señas y en la escritura.
Gallaudet acordó con los maestros franceses visitar su escuela, en París, y pasó dos meses allí, con ellos, aprendiendo la lengua de los sordos franceses y los métodos de trabajo de la escuela. Laurent Clerc decidió viajar a los Estados Unidos con Gallaudet, para asistirlo en su proyecto.

## La escuela de Hartford y los inicios de las educación de sordos en Estados Unidos
En 1817, ya de vuelta a Hartford, Gallaudet y Clerc abrieron las puertas de la primera escuela para sordos de los Estados Unidos, la American School for the Deaf. En 1830, cuando Gallaudet decidió retirarse, había escuelas para sordos en otras cuatro ciudades de ese país (en los estados de Nueva York, Pensilvania, Kentucky y Ohio). Una generación de estudiantes Sordos con una lengua común, que después fue conocida  como American Sign Language (ASL), y capaces de leer y escribir en inglés fue el resultado de este proyecto.

## Epílogo
Después de retirarse estuvo Gallaudet dedicado a escribir y a predicar. Muchos de sus escritos teorizan acerca de la educación de sordos y la lengua de señas. Gallaudet murió en 1851. Para muchos sordos norteamericanos, Thomas Hopkins Gallaudet es considerado el padre de la ASL. Esta versión no carece de un cariz mítico. No es posible saber qué sistema de comunicación había entre los sordos de los Estados Unidos antes de la aparición de las escuelas de sordos. De cualquier manera, es evidente el papel unificador que tuvieron éstas y la marcada influencia que la lengua de señas francesa (la traída por Clerc y que era la usada por Gallaudet) tiene sobre la ASL, a partir del trabajo de estos dos maestros.
Tras la muerte de Thomas H. Gallaudet, uno de su hijos, Edward Miner Gallaudet, participó en la fundación del primer colegio universitario para sordos, que en honor a su padre fue llamado Gallaudet College. Esta institución, fundada en 1857, fue el origen de la Universidad Gallaudet, ubicada en la ciudad de Washington D. C., y que es hoy la única institución de estudios superiores del mundo para personas sordas. La lengua oficial de la Universidad Gallaudet es la ASL.

## Enlaces
- Acerca de Thomas Hopkins Gallaudet, por Universidad Gallaudet

- Datos: Q712484
- Multimedia: Thomas Hopkins Gallaudet / Q712484